# Kościół poewangelicki im. Góry Tabor w Miejskiej Górce
Kościół poewangelicki imienia Góry Tabor w Miejskiej Górce – dawna świątynia protestancka znajdująca się w mieście Miejska Górka, w województwie wielkopolskim.

## Historia
Budowla została wzniesiona w latach 1777-1778. Inicjatorem budowy kościoła był August Kazimierz Sułkowski. Funkcję pierwszego pastora pełnił Rotwitt ze Zdun.

## Architektura
Kościół charakteryzuje się: trójbocznie ukształtowaną fasadą wejściową, wieżą – wypiętrzoną z dachu z przeciwnej strony, konstrukcją szkieletową posiadającą zewnętrzne oszalowanie oraz wnętrzem z dwupiętrowymi emporami, podobnie jak w świątyniach murowanych. Empory są podparte przez cztery pary słupów. We wnętrzu znajduje się pozorne sklepienie kolebkowe. Okna w górnej kondygnacji są półkoliste, natomiast w dolnej są kwadratowe. Po 1945 roku kościół został przeznaczony na magazyn. Znajduje się obecnie w złym stanie technicznym.